# Гејша
Гејша (芸者), Гејко (芸子) или Гејги (芸妓) су традиционалне јапанске женске забављачице, чија се вештина огледа у умећу различитих уметничких извођења и стилова попут музике и плеса. Сама реч гејша, састоји се из идеограма (芸 - геј) што значи уметност и (者 - ша) што значи особа. Гејша би се тако најбоље превело као уметник или извођач. Што се тиче назива гејко, он се више односио на гејше западног Јапана, поготову оне пореклом из Кјота.
Девојчице које би тек кренуле са обуком у кући гејша (окија), називале су се мајко (舞子 или 舞妓 - у буквалном преводу дете плеса), хангјоку (半玉 - у буквалном преводу полу драгуљ) или још о-шаку (御酌 - у буквалном преводу она која сипа пиће). Жене које би се придружиле заједници гејша нису биле обавезне да започну каријеру као мајко већ и као гејше. Међутим, веома често је била потребна додатна обука као би се рафинисао квалитет извођења и у случају мајко и гејше. Чим би премашила 21 годину, девојка би се сматрала старом и није била у могућности да постане мајко већ само гејша. Оне које би се ипак одлуче да прво започну обуку као мајко имале би касније знатне привилегије као гејше.
Једино у Кјоту и даље постоји правило да девојке млађе од 18 година могу да започну тренинг као модерне мајко (чак од 15. године); док Токијске хангјоку обично започињу са 18 година. Историјски гледано, девојчице још од најранијих дана (3-5 година) би започињале обуку. Почетнички рангови шикоми (шегрт или слуга) и минарај (неко ко учи посматрањем) су знали да трају годинама, што је знатно дуже него у савремено доба. Окија (кућа гејша) би се старала о мајко, добављала јој храну, смештај, одећу (кимоно) и сл. Тек након што би мајко постала гејша и исплатила дугове окији, могла би да се осамостали и ради за себе.
У народу се и даље каже да гејше живе у паралелној стварности коју оне називају карјукај (花柳界 - света цвећа и врба). Пре него што су ишчезле, оиран (куртизане) су се називале шареним цвећем а гејше врбама због свог умећа, љупкости и грациозности.

## Порекло гејша
Још током VII века јавља се врста женских забављачица сабуруко (слушкиња), пореклом из избеглих породица. Неке од њих су радиле као проститутке, а оне образованије су могле да приуште зараду забављањем елитне клијентеле током друштвених окупљања.
Након премештања царског двора у Хејан-кјо (данашњи Кјото) током 794. године, назиру се и почеци културе гејша. Такође долази и до све веће популарности ширабјоши (白拍子) плесачица.
У традиционалном Јапану, сексуалне услуге нису биле ни забрањиване нити сматране табуом; чак и са религијског аспекта шинтоизма. Из тог разлога већина ожењених мушкараца се лако предавала уживањима и није остајала верна, док се идеализовани узор жене огледао у фигури умерене мајке и домаћице.Према јапанској традиционалној мисли, љубав и еротичност нису имали примат и сматрани су нижим вредностима. Стога би мушкарци често одлазили код Оиран, тзв.јуџо (遊女) како би услишили своје потребе за физичком љубави и страственим осећањима. Међутим, током 1617. године шогунат оснива љубавне квартове окружене зидовима, изван којих проституција постаје илегална. Унутар њих су морале бити заведене све особе које би се бавиле таквом врстом пословања. Највиши ранг међу јуџо имале су оиран (претеча гејша) које су имале посебне уметничке наступе. Најчешће би изводиле еротске плесове и сатире који су се називали кабуку (дивљи и нечувени), као претеча кабуки позоришта.
Овакви љубавни квартови брзо су постали гламурозна места забављања, нудећи више од само еротских услуга. Куртизане високих рангова су често плесале, певале и свирале својим клијентима. Неке су чак постајале познате песникиње и калиграфкиње. Постепено су се све више класификовале и делиле, да би се на крају истакао јединствени вид чистог забављања. Крајем XVII века јављају се прве гејше које су заправо били мушкарци и имали улогу забављача клијената; оних који би чекали почетак наступа тада популарних оиран забављачица.
Прве женске гејше, јављају се у виду младих тинејџерки тзв. одорико (мале играчице), у чији тренинг је доста улагано. Одорико су могле бити унајмљиване као чедне плесачице; тренд веома популаран током 1680-их година. Најчешће су унајмљиване од стране приватних кућа самураја и других богатих и елитних чланова друштва. Од почетка XVIII века већина их је прешла у проституцију, а оне које више нису биле тинејџерке (нису се могле водити као одорико) мењале су своја имена, неретко преузимајући име гејша. Сматра се да је прва жена која се назвала гејша, проститутка из Фукагаве по имену Кикуја, из 1750. године. Она је била веома талентована певачица и одлично свирала шамисен. Својим изванредним извођењима, утицаће на популаризацију гејша. Како се заинтересованост повећавала током 1760-их и 1770-их, многе девојке су се одлучивале на искључив прелазак у сферу забаве које није подразумевала и проституцију.
Гејшама које су се налазиле у љубавним квартовима било је забрањено да се баве проституцијом, како не би угрозиле доминацију оиран. Док је куртизанама било дозвољено да наплаћују сексуалне услуге, гејше су се знатно пробиле својим забављачким умећем и ерудицијом. До 1800-тих звање гејша се почело сматрати женском професијом (иако данас постоји велики број мушких гејша). Најзад, популарност оиран куртизана је постепено опадао, да би напослетку изашао из моде за разлику од шик тзв. ики модерних гејша. Легализован вид проституције у Јапану је трајао чак до почетка XX века.
Током Другог светског рата дошло је до великог пада што се тиче уметничког развоја гејша; већином зато што су жене биле обавезане друштвено корисним радом у фабрикама и другим индустријама Јапана. Такође, саме гејше доста губе на репутацији током овог периода пошто су се неке бавиле проституцијом имајући америчке војнике као клијентелу. Након завршетка рата одређен број жена се враћа у љубавне квартове, одбијајући да прихвати наметање западњачке културе. Оне које су се вратиле покушавају да одрже ону првобитну слику гејша још из периода феудалног Јапана.
Нема сумње да је у периоду пре Другог светског рата долазило до разних врста уцена гејша у виду принудног сексуалног односа, као и куповине чедности девојака. Након окончања рата, долази до њиховог поновног ширења и регруписања. Током 1960-их долази до наглог економског развоја Јапана када се гејше коначно поново уједињују, али овај пут заштићене људском правима и без икаквих уцена. Као слободне жене, модерне гејше су у могућности да бирају своје љубавнике по жељи а својим умећем и вештинама настављају културно наслеђе Јапана.
Пре рата, чедност једне мајко би била постављана на аукцију тзв. мизуаге (水揚げ). Овај поступак који је званично укинут током 1959. године, сматран је нормалном процедуром иницијације једне мајко у гејшу, током раног XX века. Увођењем обавезног школовања се додатно смањује број младих девојака које се одлучују на такав корак.

## Процес учења
До 20. века гејше су почињале своје учење у раном добу, отприлике са шест година. Данас то више није случај, и гејше обично дебитују као мајко отприлике у доби од 17 или 18 година. Радно законодавство предвиђа да ученици улазе у окија тек са 18 година, иако је киотским окијама законом дозвољено да регрутују ученике у млађем добу, од 15-17 година. Сада девојке морају завршити средњу школу, а затим донети личну одлуку да се обучавају како би постале гејше. Младе жене које желе постати гејше сада најчешће почињу своје учење након завршетка средње школе или чак факултета. Много више жена започиње своју каријеру у одраслом добу.
Пре него што дебитује као мајко, ученице могу живети у окија као шикоми – у суштини, приправница која учи све неопходне вештине да постане мајко, као и да се брине о потребама куће и учи да живи са својим сестрама-гејшама и у карјукају. Посматрајући друге гејше и учећи од мајке куће (познате као ока-сан (букв. "мајка")), ученице уче да разговарају са гостима, манирима неопходним да буду гејше, и традицијама карјукаја. Ученици такође уче да удобно носе кимоно.
Мајко ће започети своје формално учење на послу у својству минараја на озасики (お座敷, гејша журкама), где ће седети и посматрати како друга мајко и гејша комуницирају са клијентима. На тај начин, приправница добија увид у природу посла, пратећи типичан характер учења традиционалних уметности у Јапану где се очекује да ученик учи готово искључиво путем посматрања. Иако ће гејше у фази учења као минарај присуствовати журкама, неће учествовати на високом нивоу и уместо тога треба да седе тихо.
Отприлике у доби од 20-21 године мајко добија статус гејше на церемонији познатој као ерикае (одвраћање крагне).

## Рангирање и изглед гејша
Такозване гокагај из Кјота подпадају у љубавне квартове такође познате и као ханамачи (花街); неки од најпрестижнијих су Гион Кобу, Понточо и Камишичикен. Ови квартови су једни од најексклузивнијих места које посећују неки политичари и богати послодавци. Међутим, са друге стране постоје и гејше топлих извора које се у Јапану третирају као обичне проститутке. Оне су такође обучене да певају и свирају као праве гејше али су на много мањој цени.
Изглед једне гејше се учестало мења током њене каријере. Почевши од пренаглашене шминке кратко цртаних обрва (као индикације недовољне зрелости), китњасте фризуре канзаши (различите укоснице означавају специфичне стадијуме напредовања младе девојке) и јарко обојеног кимона млађих мајко, старије гејше су обично суптилније обучене и нашминкане.
Традиционална шминка почетничке гејше се састоји из дебелог слоја беле боје као основе лица, јарко црвеног кармина и црвено-црних акцената око очију и обрва. Раније се бела маска правила на бази олова али након што је утврђено да је отровна (изазивала је кожне и леђне проблеме старијим гејшама) крајем Мејџи периода замењује је маска од пиринчаног праха.
Саму вештину шминкања је тешко савладати и представља дуготрајан процес. Шминка се наноси пре облачења кимона како се не би испрљао. Да би се нанела, потребно је претходно обложити лице средством на бази воска или уља тзв. бинцуке-абура. Следећи корак се састоји у прављењу смесе белог праха и воде која се наноси на тело помоћу бамбусове четкице. Бела шминка има функцију маскирања груди, врата и лица и наноси се истим тим редоследом. Оставља се једино пар откривених места на телу у облику енглеског слова (W или V) и то у пределу врата. Овај део тела се назива унаџи (項) и има веома еротичну конотацију у јапанској култури којом се наглашава илузија маске. Након наношења основне беле подлоге, сунђерастим предметом се отклања сувишна влага и додатно учвршћује подлога. Затим следи цртање обрва, које се традиционално вршило помоћу угља. Међутим, у данашње време прешло се на употребу савремене шминке. Мајко обично додају црвене акценте око очију и црне око обрва. Кармин се наноси помоћу мале четкице, а сама смеса се прави растварањем пигмента у води којој се додаје и кристалног шећера ради већег сјаја. Гејше скоро никада не наносе кармин у потпуности на обе усне. Обичај је да се руж наноси само на половину доње усне а да се горња оставља белом у случају мајко током њене прве године тренинга (касније се боји и горња). Гејше које су тек прошле церемонију иницијације ће обично обојити само горњу усну у потпуности; док ће оне искусније бојити горњу у потпуности или стилизовано (не прати облик усне) а доњу цртајући у облику облих линија које не прате контуре усне (налик пупољку).
Мајко ће при крају своје коначне обуке често обојити своје зубе у црно на одређени временски период. Оваква традиција бојења, тзв. охагуро (お歯黒) је била честа и међу удатим женама у Јапану, а и још раније је постојао такав тренд на царском двору. Овај обичај се најчешће спроводио пошто су зуби почели да делују жуто у поређењу са белином маске.
Током своје прве године обуке, мајко ће скоро стално бити тешко нашминкана. Током њене иницијације, помагаће јој њена менторка (искуснија гејша) тзв. онесан (у буквалном преводу старија сестра) или газдарица куће окасан (у буквалном преводу мајка). Након трогодишњег тренинга, мајко ће прећи на мало умеренију шминку како би се истакла њена природна лепота. Међутим, при формалним дешавањима, зрела гејша ће и даље носити белу маску. Старије гејше (преко тридесет година) ће носити белу маску једино током специјалних плесова.
Почетничка гејша ће обично носити шаренији кимоно са екстравагантним обијем, при чему је оби увек светлији од кимона како би се нагласио контраст и егзотичност. Мајко из Кјота носе оби увезан у стилу дарари, док Токијске хангјоку носе разне стилове везивања (укључујући тајко мусуби). Старије гејше Кјота обично носе сведеније стилове попут тајко мусуби (太鼓結び), чвора карактеристичног за удате жене. Токијске и каназава гејше обично носе јанаги мусуби (柳結び), тајко мусуби (太鼓結び), цунодаши мусуби (甬出結び).